# Medicago noeana
Medicago noeana es una especie anual, no trepadora del género Medicago. Se la puede hallar a través del Medio Este. Forma una relación simbiótica con la bacteria Sinorhizobium meliloti, el cual es capaz de fijación de nitrógeno.